# 鄭傑 (嘉靖進士)
鄭傑（1536年—？），字汝興，號文菴，山東濟南府歷城縣人，民籍，明朝政治人物。

## 生平
嘉靖四十年（1561年）辛酉科山東鄉試第二十六名舉人。嘉靖四十四年（1565年）中式乙丑科會試第十九名，三甲第一百二十一名進士。礼部观政，本年八月任吳江縣知縣，隆庆元年（1567年）致仕。

## 家族
曾祖鄭璟，義官；祖父鄭顯，典膳；父鄭大紀，母王氏。弟伸（庠生）、儯、倌。